# How Jim Proposed
How Jim Proposed è un cortometraggio muto del 1912 diretto da Pat Hartigan e interpretato da Ruth Roland e da Marshall Neilan.

## Produzione
Il film, prodotto dalla Kalem, fu girato a Santa Monica.

## Distribuzione
Distribuito dalla General Film Company, il film - un cortometraggio di 150 metri - uscì nelle sale cinematografiche statunitensi il 24 gennaio 1912. Nelle proiezioni, veniva programmato con il sistema dello split reel, accorpato in un'unica bobina con un altro cortometraggio prodotto dalla Kalem, la commedia Accidents Will Happen.